# Platja de l'Adolç del Me
La platja de l'Adolç del Me és una petita platja natural del municipi del Perelló (Baix Ebre), situada entre la Punta de l'Àliga i el Cap Roig, entre la cala Garretes, al nord, i la platja de Santa Llúcia, al sud. Té una longitud de 69 metres i una amplada mitjana de 10 metres, formada per grava i còdols. S'hi accedeix a peu pel camí de ronda, que coincideix amb el sender GR-92, i en vehicle. No disposa de serveis.